# Skärt brus

Frekvensfördelning av skärt brus

Skärt brus eller 1/f-brus är färgat brus med energifördelningen {\displaystyle 1/f}, vilket innebär −10 dB/dekad (cirka −3 dB/oktav). Skärt brus har jämn fördelning av energi i alla oktaver och anses därför behagligt att lyssna på.
Skärt brus i en högtalare liknar ljudet från forsande vatten.